# Hvozdík moravský
Hvozdík moravský (Dianthus moravicus) je vytrvalá, hustě trsnatá bylina.

## Rozšíření
V ČR vzácně pouze na jižní Moravě (okolí Bítova, Moravského Krumlova a Ivančic), celkově pouze jižní Morava a přilehlá oblast Rakouska. Roste na skalách, skalnatých svazích a slunných svazích v říčních údolích, na půdách humózních a skeletových. Tvoří husté růžově kvetoucí trsy při horních okrajích hluboce zaříznutých údolí Dyje, Jihlavy, Rokytné a Želetavky. Jako samostatný druh byl popsán v roce 1982, do té doby byl zahrnován do druhu hvozdík sivý (Dianthus gratianopolitanus). Hvozdík moravský je endemit jihozápadní Moravy.
Je chráněn zákonem jako kriticky ohrožený druh. Jeho populace a biotop je chráněna například v PP Červené stráně.